# Jeníkovice (ort i Tjeckien, lat 50,23, long 16,00)
Jeníkovice är en ort i Tjeckien. Den ligger i den centrala delen av landet, 110 km öster om huvudstaden Prag. Jeníkovice ligger 277 meter över havet och antalet invånare är 415.
Terrängen runt Jeníkovice är huvudsakligen platt, men österut är den kuperad. Terrängen runt Jeníkovice sluttar västerut. Runt Jeníkovice är det ganska tätbefolkat, med 116 invånare per kvadratkilometer. Närmaste större samhälle är Hradec Králové, 12,2 km väster om Jeníkovice. I omgivningarna runt Jeníkovice växer i huvudsak blandskog.